# Conus bandanus
Espèce
Statut de conservation UICN

 LC  : Préoccupation mineure
Conus bandanus est une espèce de mollusques gastéropodes marins de la famille des Conidae.
Comme toutes les espèces du genre Conus, ces escargots sont prédateurs et venimeux. Ils sont capables de « piquer » les humains et doivent donc être manipulés avec précaution, voire pas du tout.

## Description
La taille de la coquille varie entre 45 mm et 150 mm. La couleur de la coquille est blanche ou blanc rosé clair, avec des réticulations chocolat ou châtaigne, disposées de façon à exposer le blanc encombré en grandes taches triangulaires arrondies. Les marques colorées forment deux bandes irrégulières. L'ouverture est blanche ou rose clair. .

## Distribution
C'est une espèce Indo-Pacifique, présente dans le bassin des Mascareignes. Mascareignes, de Maurice et de Tanzanie.

### Niveau de risque d’extinction de l’espèce
Selon l'analyse de l'UICN réalisée en 2011 pour la définition du niveau de risque d'extinction, cette espèce est présente dans toute la région Indo-Pacifique, de la côte est de l'Afrique à la Polynésie française et à Hawaï, à l'exception de la mer d'Arabie et du golfe du Bengale. Bien que cette espèce soit relativement peu commune, elle a une très large distribution et il n'y a pas de menaces évidentes. Elle est listée comme étant de préoccupation mineure.

## Taxonomie

### Publication originale
L'espèce Conus bandanus a été décrite pour la première fois en 1792 par le conchyliologiste danois Christian Hee Hwass (1731-1803) dans la publication intitulée « Encyclopédie méthodique ou par ordre de matières Histoire naturelle des vers - volume 1 » écrite par le naturaliste français Jean-Guillaume Bruguière (1750-1798),.

### Synonymes
- Conus (Conus) bandanus Hwass, 1792 · appellation alternative
- Conus marmoreus bandanus Hwass, 1792 · non accepté
- Conus nigrescens G. B. Sowerby II, 1860 · non accepté
- Conus vidua f. mozoii L. S. Melvin, 1980 · non accepté
- Cucullus equestris Röding, 1798 · non accepté
- Cucullus torquatus Röding, 1798 · non accepté

## Identifiants taxonomiques
Chaque taxon catalogué par les bases de données biologiques et taxonomiques possède un identifiant qui permet d'établir un point de référence. Les identifiants de Conus bandanus dans les principales bases sont les suivants :
AFD : Conus_(Conus)_bandanus - BOLD : 200095 - CoL : XWYV - GBIF : 5728203 - iNaturalist : 431861 - IRMNG : 10811312 - NCBI : 527123 - TAXREF : 91926 - UICN : 192587 - 